# Vina (rivière)
Pour les articles homonymes, voir Vina.
La Vina est une rivière du Cameroun, l'un des affluents du Logone.

## Cours
La Vina prend sa source dans le massif de l'Adamaoua au Ngaou Djam à 1 435 m d’altitude, au nord de la route qui relie Meiganga à Ngaoundéré, à 60 km à vol d’oiseau au sud-est de cette ville, près du village de Nangue. 
Elle coule d’abord vers le nord-ouest, puis s’infléchit vers le sud-ouest et s’étale dans une vaste plaine de savane herbacée avec des zones marécageuses et franchit les chutes de la Vina. 

Elle prend ensuite la direction sud jusqu’à son confluent avec le Djerem, 30 km en amont de Betare-Congo.

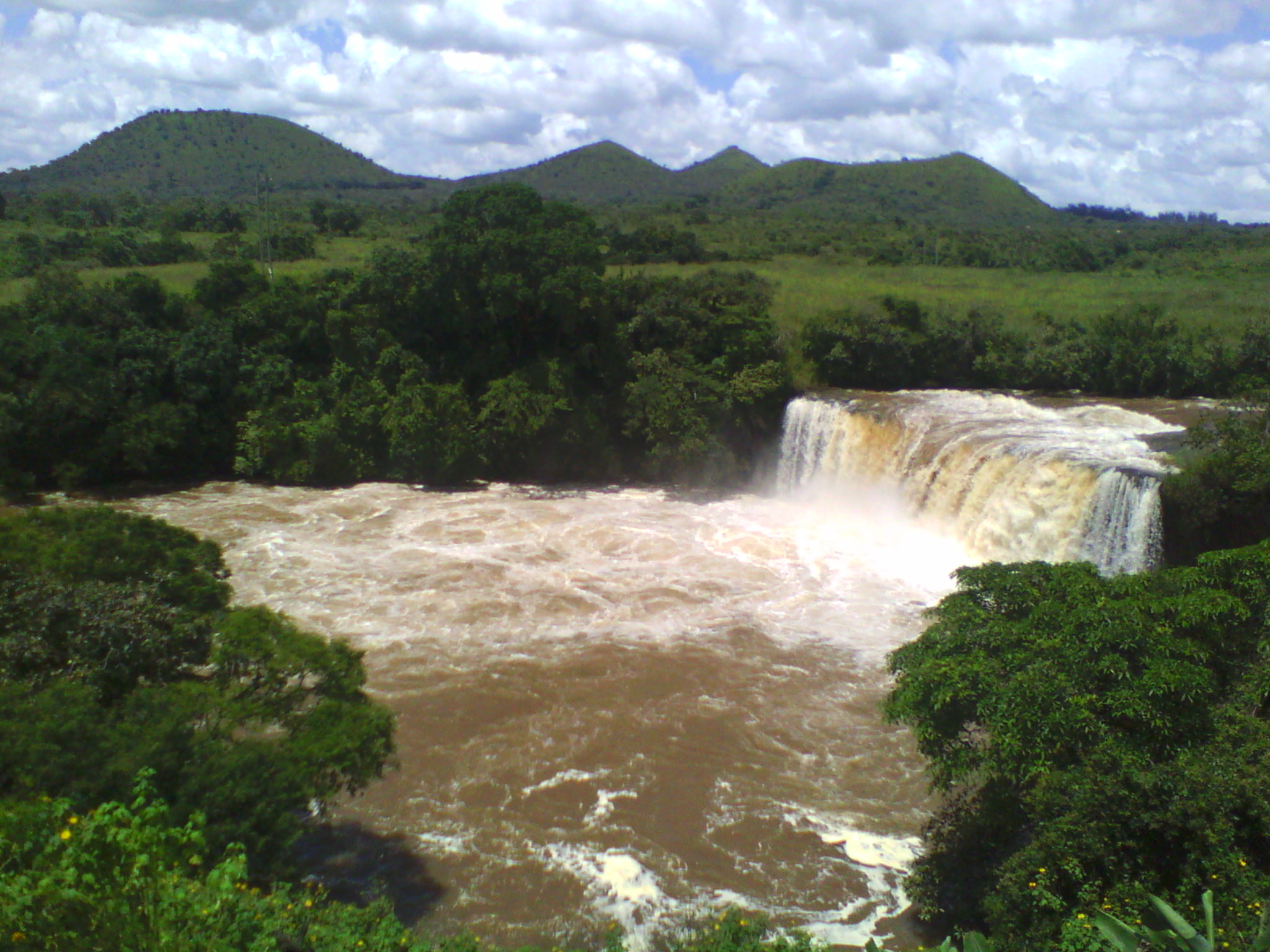
La chute de la Vina à Ngaoundéré dans la région de l'Adamaoua au Cameroun
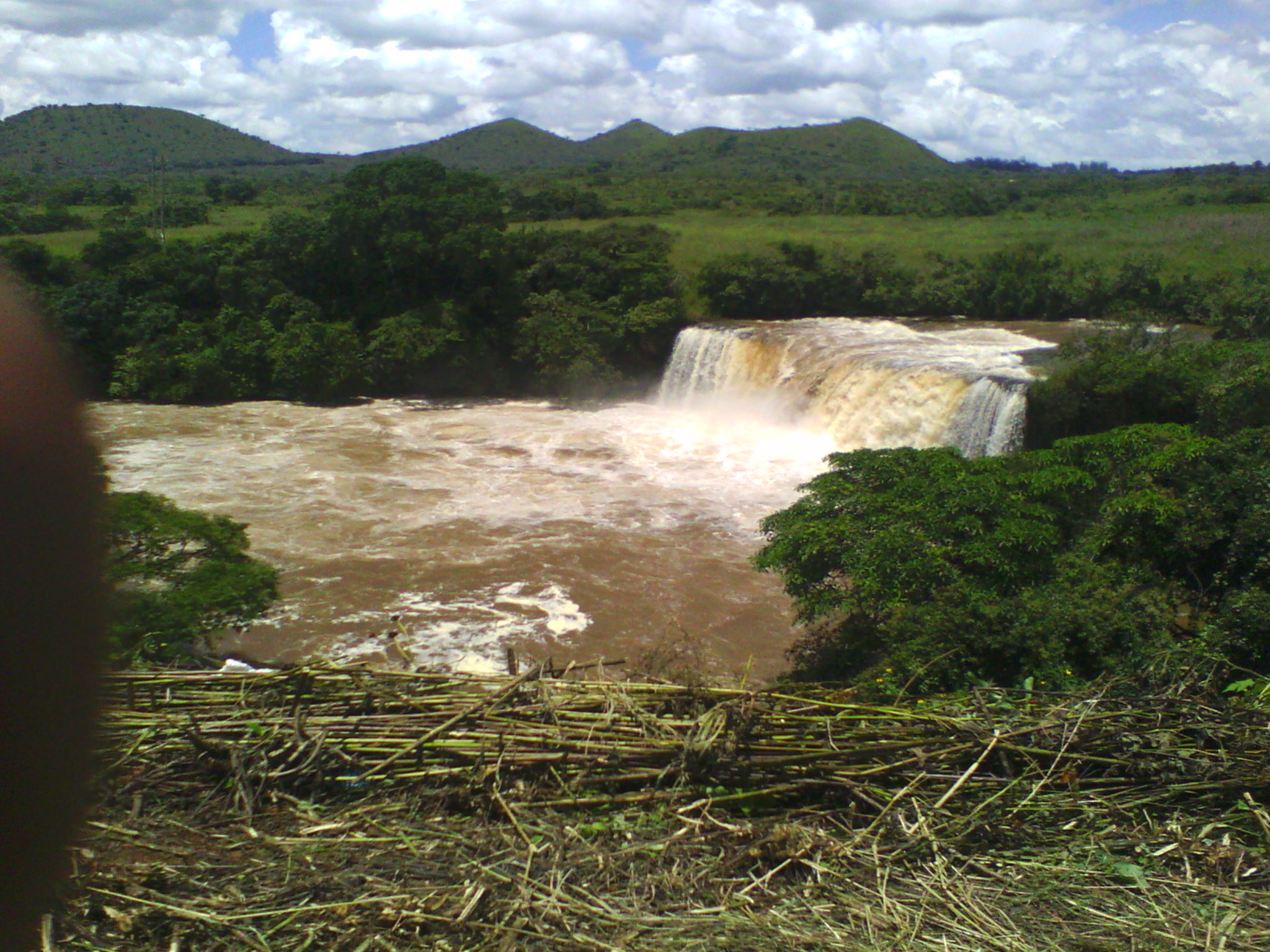
La chute de la Vina à Ngaoundéré dans la région de l'Adamaoua au Cameroun
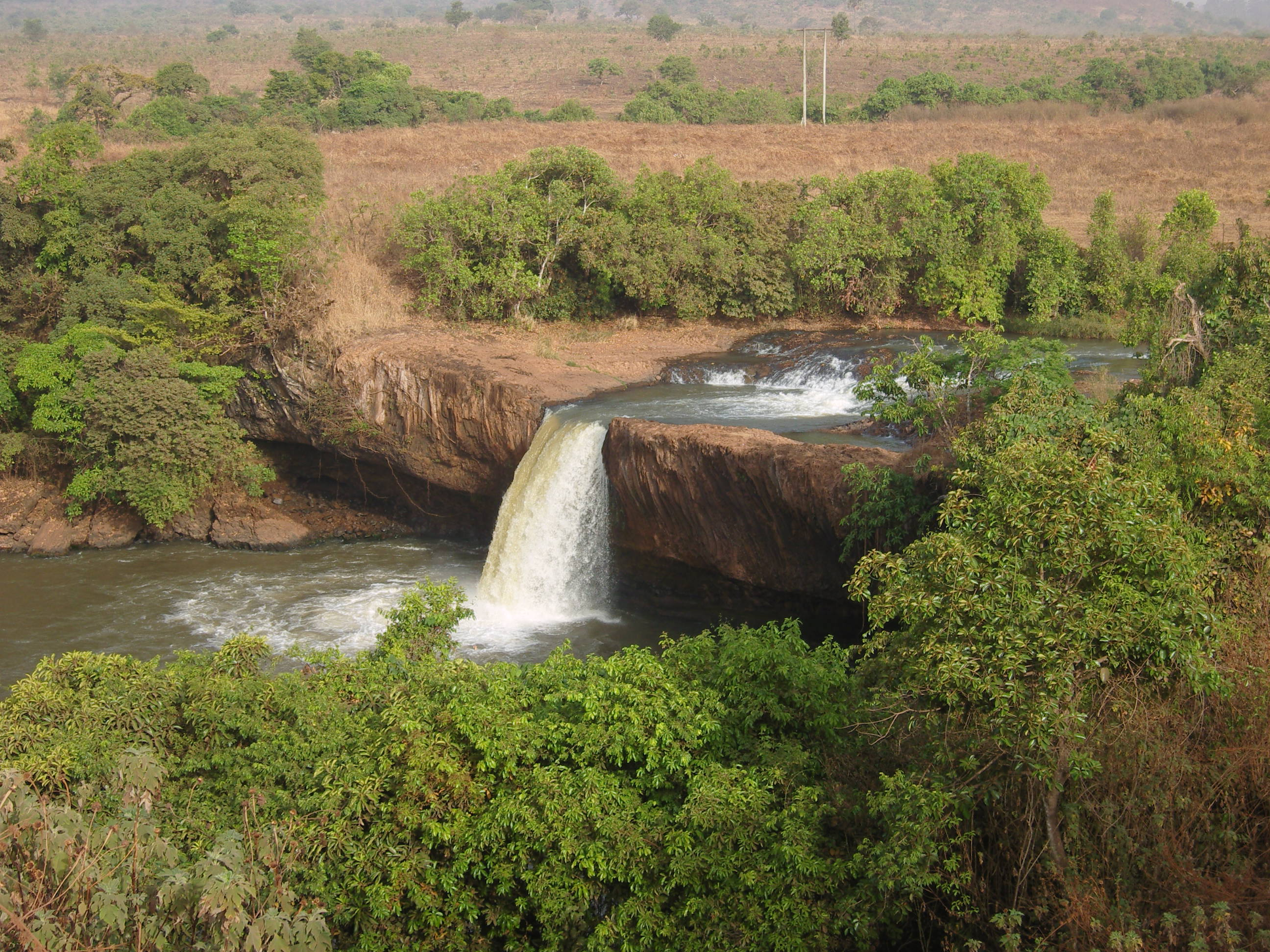
La chute de la Vina à Ngaoundéré dans la région de l'Adamaoua au Cameroun en saison sèche.

### Affluents
Affluent en rive droite du Djerem, la Vina met 200 km pour rejoindre le Djerem à la cote approximative de 850 m, avec une pente moyenne de 3 %. 
Elle est alimentée par des sources de résurgence d’origine profonde avec un tarissement exceptionnellement lent.
La branche majeure du Logone est constituée par la Vina du Nord qui prend le nom de Logone après son confluent avec la Mbéré. Le confluent de ces deux rivières est situé à la frontière tchado-camerounaise. Le bassin versant de ces deux cours d’eau est pratiquement exclusivement camerounais. 

### Réseau hydrographique de la Vina-Nord
La Vina dispose de réserves souterraines en saison sèche. 
La Vina-Nord a sur l’ensemble de son cours une direction générale W-E à WSW-ENE. Sur le plateau, elle porte le nom de Bini et son cours traverse plusieurs zones de marécages dont le lac Bini et une vaste zone de prairies à plus de 1 000 m d’altitude. 
Elle franchit ensuite les sites hydrauliques de Warak, par une série de chutes et rapides.
À 180 kilomètres de sa source, la Vina sort de la plaine et franchit les montagnes des Ngaous Latoura et Ko par les rapides de Saoumbaï. 
Après avoir reçu les affluents Djivorke au km 181 et Obogo au km 191, la Vina passe dans des gorges profondes jusqu’à son confluent avec l’Eneni en rive droite (km 220) et avec le Rao (km 222), affluent de rive gauche qui draine avec le Risso la région de Ndok. 
Sur tout son cours moyen, la Vina présente une pente assez forte de 2,5 %. 
En creusant son lit dans le plateau gréseux crétacé de Sora Mboum, la Vina serpente et sa pente baisse, avec cependant des petits rapides.  
À la sortie de ce plateau, la Vina traverse les suites de roches du massif du Ngaou Koumban constituant un site de barrage potentiel. 
Au km 254, la Vina a reçu en rive droite la Ligara. 
Le lit mineur a dans cette section environ 80 m de largeur et des berges de 3 à 5 mètres de hauteur. 
Une dernière barre rocheuse avant le confluent avec la Mbéré donne au km 302 les rapides et chutes de Sahao. 
À Laï, le volume moyen des apports du Logone est de 16,15 × 109 m3. Sur ce volume, 8 milliards de m3 proviennent de la Vina et la Mbéré.